# تیم ملی والیبال مردان لسوتو
تیم ملی والیبال مردان لسوتو نماینده کشور لسوتو در رقابت‌های بین‌المللی والیبال است. این تیم تحت نظارت فدراسیون والیبال لسوتو (LVA) فعالیت می‌کند و در مسابقات دوستانه و رسمی بین‌المللی شرکت می‌نماید.
فدراسیون والیبال لسوتو در سال ۱۹۸۸ به عضویت فدراسیون بین‌المللی والیبال (FIVB) درآمد.در اکتبر ۲۰۲۱، این تیم در جایگاه بیستم رده‌بندی جهانی فدراسیون بین‌المللی والیبال در آفریقا قرار داشت.

## مسابقات بین‌المللی

### لسوتو در مسابقات قهرمانی جهان
تیم ملی والیبال مردان لسوتو تاکنون موفق به راه‌یابی به مسابقات قهرمانی جهان نشده است.

### لسوتو در بازی‌های المپیک
تاکنون این تیم نتوانسته است به رقابت‌های بازی‌های المپیک راه یابد.

### لسوتو در قهرمانی آفریقا
لسوتو تاکنون در هیچ دوره‌ای از مسابقات قهرمانی آفریقا شرکت نکرده است.

### لسوتو در بازی‌های آفریقا
تیم ملی والیبال مردان لسوتو تاکنون در بازی‌های آفریقا حضور نداشته است.

### لسوتو در جام جهانی والیبال
لسوتو تاکنون در جام جهانی والیبال – که یکی از مسابقات انتخابی المپیک است – حضور نداشته است.

### لسوتو در لیگ جهانی والیبال
لیگ جهانی والیبال تاکنون بدون حضور تیم ملی لسوتو برگزار شده است.